# The North Face

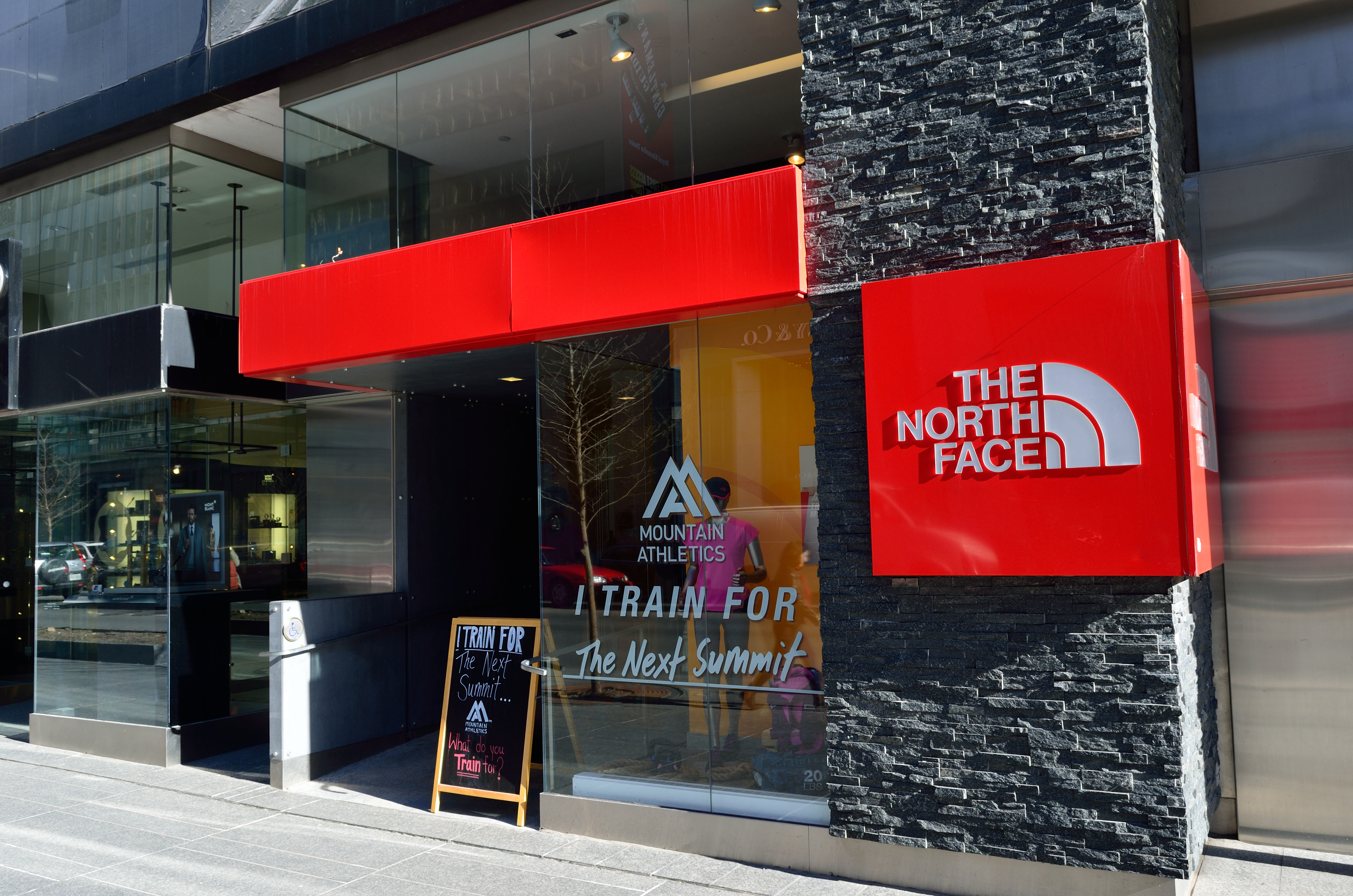
Prodejna The North Face v Bloor Street, Toronto, Ontario, Canada

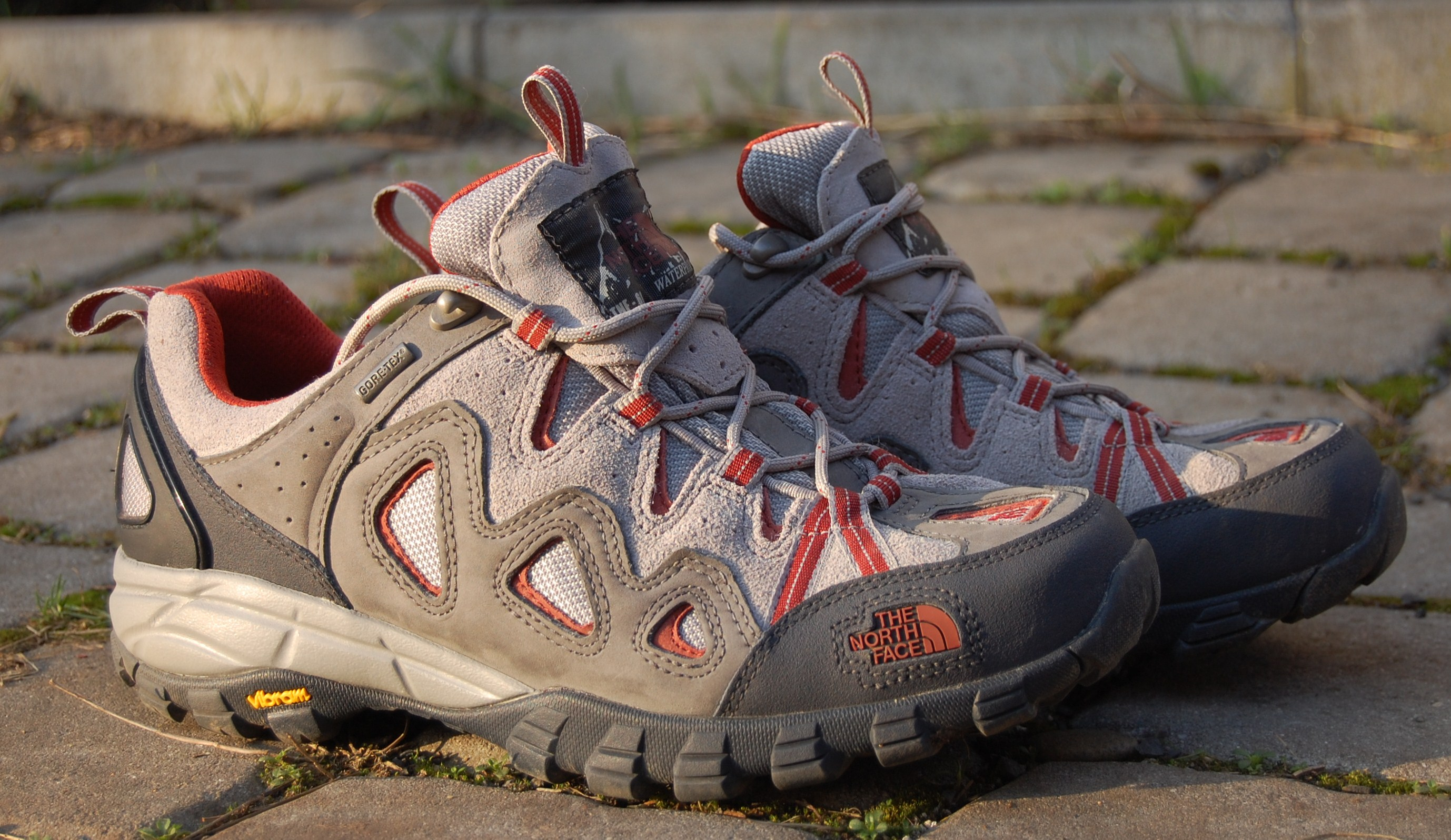
The North Face M Vindicator Gtx

The North Face, Inc. je americká společnost specializující se na výrobu outdoorového oblečení, obuvi a vybavení. Firma vyrábí jak oblečení a vybavení, které je využíváno v extrémních podmínkách, jako je vysokohorská turistika či cestování pouští, tak oblečení a vybavení pro běžné podmínky pro horolezce, lyžaře, snowboardisty, turisty, atlety a každodenní použití.
Oblečení značky The North Face je známé pro jeho využití při horolezeckých expedicích na Mount Everest, jakož i při jiných outdoorových aktivitách.
V zimě 2004 vznikla internetová stránka The North Face Guru, která byla založena fanoušky této značky a která upozorňuje na padělatele a prodejce padělaných výrobků této značky.

## Historie
The North Face začal jako maloobchodní prodejna horolezeckého vybavení v San Francisku, založená v roce 1966 Douglasem Tompkinsem a jeho potomkem Susie Tompkinsovou. Jméno společnosti bylo vybráno z toho důvodu, že severní svahy hor (north face) na severní polokouli, jsou všeobecně pokládány za nejobtížnější pro výstup.
Nějaký čas obchod nabízel specializované zboží zaměřené na horolezce a turisty. Do osmdesátých let bylo přidáno lyžařské oblečení, následovalo kempinkové vybavení.
The North Face je nyní dceřinou společností VF Corporation. Má centrálu v Alamedě v Kalifornii, se sídlem se svým firemní sourozencem, JanSport. V roce 2007 byl JanSport největším světovým výrobcem batohů. Souhrnně oba vyrábějí téměř polovinu všech malých batohů prodávaných ve Spojených státech.
Logo bylo navrženo kalifornským designérem Davidem Alcornem v roce 1971. Upomíná na žulový masiv Half Dome v národním parku Yosemite, který je nejvyšší skalní stěnou na světě. North Face udržuje silné PR prostřednictvím sponzorovaných sportovců, včetně Lizzy Hawkerové, vítězky turné Ultra Trail du Mont Blanc v roce 2005, 2008 a 2010.

## Obchody
Kromě prodeje prostřednictvím obchodních domů a prodejců outdoorového oblečení společnost The North Face provozuje více než 75 prodejních míst ve Spojených státech, 6 prodejních míst v Kanadě, 19 prodejních míst ve Spojeném království a mnoho dalších na celém světě. 